# Детково (Плюсский район)
Де́тково — деревня в Плюсском районе Псковской области России. Входит в состав Лядской волости.

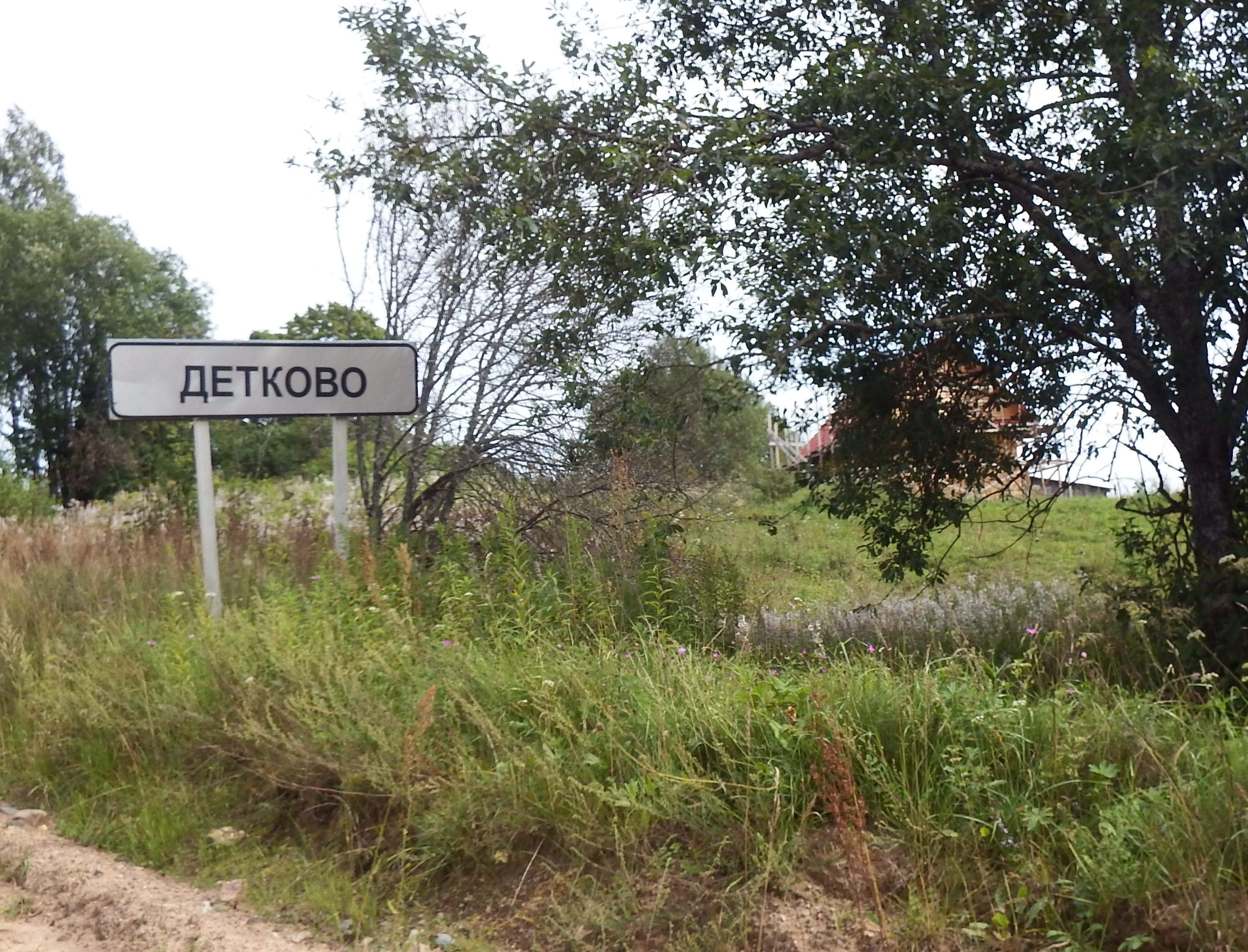
Детково, въезд в деревню с запада

Расположена в 10 км к северу от волостного центра Ляды и в 55 км к северо-западу от райцентра Плюсса.
В д. Детково от дороги  Р61 (58К - 089) отходит дорога на Шавково через Заянье, соединяющая Плюсский район со Сланцевским районом Ленинградской области.

## Население
Численность населения деревни на 2000 год составляла 17 человек, по переписи 2002 года — 20 человек.

## История
До 1 января 2006 года деревня входила в состав ныне упразднённой Заянской волости.